# 309 Fraternitas
309 Fraternitas eller 1925 BC är en asteroid i huvudbältet, som upptäcktes den 6 april 1891 av den österrikiske astronomen Johann Palisa. Asteroiden namngavs senare efter det latinska ordet för broderskap, Fraternitas.
Fraternitass senaste periheliepassage skedde den 29 december 2022. Dess rotationstid har beräknats till 22,40 timmar.